# Martin Sattler
Martin Sattler (né le 2 août 1942 à Taching am See) est un avocat, politologue et philosophe du droit allemand.

## Vie
Sattler est né en Haute-Bavière . Il est le fils de l'architecte Dieter Sattler ; son frère Christoph Sattler est également architecte. Son frère cadet est le journaliste Stephan Sattler. Martin Sattler a fréquenté des écoles à Rome et à Munich, où il est diplômé du Oskar-von-Miller-Gymnasium en 1961. Il a étudié le droit, les sciences politiques et la philosophie au Williams College du Massachusetts, à l'Université de Munich et à l'Université de Fribourg. Il réussit le 2e examen d'État en 1971. En 1973, il obtient son doctorat avec une thèse  sur le traité de l'Élysée sous la direction de Werner von Simson. Il a travaillé, entre autres, à l'Université de Duisburg-Essen et à l'Université Helmut Schmidt de Hambourg.
En 1981, il accepte une chaire de droit constitutionnel et d'histoire constitutionnelle à l'Université fédérale des sciences appliquées de l'administration publique, succursale de Mannheim.
Même après sa retraite en 2007, Sattler continue d'enseigner l'histoire de l'art et les sciences humaines (depuis 1986) à Heidelberg, ainsi qu'à l'Université américaine Pepperdine.
En tant que directeur, il a dirigé l'institut philosophique Istituto Italiano per gli Studi Filosofici à Heidelberg de 2000 à 2010  .
Il vit à Heidelberg, est marié et père de trois fils.